# Barbablù (storia a fumetti)
Barbablù è la dodicesima storia a fumetti di Valentina, celebre personaggio creato da Guido Crepax. In origine pubblicata come parte di Baba Yaga, è stata successivamente scorporata ed estesa per diventare una storia a sé stante.

## Trama
Valentina sogna di essere la moglie di Barbablù e, al risveglio, cerca la sua macchina fotografica. Non trovandola, sospetta di Annette, che inizia a paragonare ad Annuška risvegliando la sua gelosia. Riceve una chiamata da Baba Yaga, che la incita contro Philip. Il giorno dopo, Valentina va da Baba Yaga per riavere la macchina fotografica, ma la strega la lega e la fa frustare dal serpentario Amleto; a un tratto si accorge di aver mal interpretato una profezia: il suo vero obiettivo non è Valentina, ma Philip. Baba Yaga tenta di manipolare Valentina per farle lasciare Philip, facendole rivivere il sogno di Barbablù dove lei e Annuška interpretano le mogli Philip.
Philip, non trovando Valentina, si precipita anche lui da Baba Yaga. Lì trova Valentina chiusa in una gabbia sospesa sopra le lame di un aratro; Baba Yaga minaccia di far tagliare ad Amleto la corda che sorregge la gabbia. Philip è quindi costretto a indossare occhiali scuri. Baba Yaga rivela il suo piano: avere un figlio con Philip, un bambino con gli occhi di suo padre. Philip distrugge la teca di un serpente, Amleto ci si avventa e Philip lo uccide, salvando Valentina. Insieme, sconfiggono Baba Yaga, facendola cadere in un buco nel pavimento. Mentre cade, la strega maledice Philip e si scopre che aveva una parrucca. Philip conclude che Baba Yaga non è una strega, ma una discendente dei Sotterranei come lui, e che i recenti eventi nefasti siano solo coincidenze.

## Personaggi

### Valentina Rosselli
Fotografa milanese, ha a che fare ancora una volta con gli inganni e le manipolazioni di Baba Yaga.

### Philip Rembrandt
Compagno di Valentina, in questo episodio diventa anch'egli obiettivo di Baba Yaga e scopre un legame della donna con i Sotterranei simile al suo.

### Baba Yaga
Antagonista principale di questo arco narrativo, alla fine dell'episodio viene smascherata come una Sotterranea, svelando l'origine dei suoi poteri ipnotici. Usa la gelosia di Valentina verso Annuška (tramite la bambola Annette) per allontanarla da Philip e portare avanti le sue macchinazioni.

## Pubblicazioni
- Ali Baba Yaga aprile 1971 (come parte di Baba Yaga)
- Milano Libri (Valentina nella stufa) maggio 1973
- RCS (Volume 5) 2007
- Salani (Trilogia di Baba Yaga) 2010
- Mondadori (Volume 2) 2014
- Feltrinelli (Chi ha paura di Baba Yaga?) 2025